# Celadonita
La celadonita o veronita es un mineral de la clase de los filosilicatos, del grupo de las micas. Descubierto en 1847 en el Monte Baldo, cerca de Verona, Italia. Fue nombrado en alusión a su color: Celadon es el nombre de un personaje de la novela La Astrea, un débil amante verde.

## Características químicas
Es un filosilicato del grupo de las micas, por lo que sus cristales son escamas exfoliables como otros minerales del grupo. Es el análogo con magnesio de la ferroceladonita.
Además de los metales de su fórmula, suele llevar como impurezas: manganeso, calcio y sodio.
Forma una serie de solución sólida con la moscovita (KAl2(Si3Al)O10(OH)2) en el otro extremo.

## Formación y Yacimientos
Se le puede encontrar reemplazando a minerales ferromagnesianos en rocas ígneas alteradas, de tipo entre máficas e intermedias, alteradas por metamorfismo de grado bajo. También puede aparecer en rocas metamórficas con zeolitas, así como en rellenos amigdaloides en basaltos y andesitas.